# Guillem Jaime Serrano
Guillem Jaime Serrano (Torreforta, Tarragona, 6 de gener de 1999) és un futbolista professional català que juga com a lateral dret al Intercity.

## Carrera de club
Nascut a Torreforta, Jaime va ingressar a La Masia del FC Barcelona el 2007, provinent del CDC Torreforta. El 9 de juliol de 2018, va renovar contracte fins al 2020, amb una clàusula de rescissió de 100 milions d'euros, i fou promocionat al FC Barcelona B a Segona Divisió B.
Jaime va debutar com a sènior el 9 de setembre de 2018, com a titular, en una victòria per 1–0 a fora contra el CE Sabadell FC. El seu primer gol va arribar aproximadament un any després, en un empat 2–2 a casa contra el Gimnàstic de Tarragona.
Jaime va deixar el Barça el 30 de juny de 2020, en expirar el seu contracte, i en va signar un per dos anys amb el CE Castelló, acabat d'ascendir a Segona Divisió, el 28 d'agost. Hi va debutar com a professional el 24 d'octubre, com a titular, en una derrota per 0–1 a casa contra el Girona FC.
L'1 de febrer de 2021, Jaime fou cedit al Gimnàstic de Tarragona de Segona B, per la resta de la temporada. L'agost de 2021 es va anunciar que tornava al FC Barcelona B, un cop lliure, i amb contracte per una temporada fins al 30 de juny del 2022.

## Estadístiques

### Club
A 16 novembre 2020
| Club           | Temporada     | Lliga            | Lliga | Lliga | Copa  | Copa | Continental | Continental | Altres | Altres | Total | Total |
| Club           | Temporada     | Divisió          | Part. | Gols  | Part. | Gols | Part.       | Gols        | Part.  | Gols   | Part. | Gols  |
| -------------- | ------------- | ---------------- | ----- | ----- | ----- | ---- | ----------- | ----------- | ------ | ------ | ----- | ----- |
| FC Barcelona B | 2018–19       | Segona Divisió B | 25    | 0     | —     | —    | —           | —           | —      | —      | 25    | 0     |
| FC Barcelona B | 2019–20       | Segona Divisió B | 22    | 1     | —     | —    | —           | —           | —      | —      | 22    | 1     |
| FC Barcelona B | Total         | Total            | 47    | 1     | 0     | 0    | 0           | 0           | 0      | 0      | 47    | 1     |
| CE Castelló    | 2020–21       | Segona Divisió   | 3     | 0     | 0     | 0    | —           | —           | —      | —      | 3     | 0     |
| Total carrera  | Total carrera | Total carrera    | 50    | 1     | 0     | 0    | 0           | 0           | 0      | 0      | 50    | 1     |